# Illdisposed
Illdisposed je dánská death metalová hudební skupina založená v roce 1991 ve městě Aarhus zpěvákem Bo Summerem, k němuž se záhy přidal kytarista Lasse Bak. V pozdější fázi zakomponovali Illdisposed do své tvorby melodičtější a groovy prvky.
První demo The Winter of Our Discontempt vyšlo v roce 1992. Debutové studiové album Four Depressive Seasons se zrodilo v roce 1993.

## Diskografie
Dema
- The Winter of Our Discontempt (1992)
- Soulstorm (1993)

Studiová alba
- Four Depressive Seasons (1993)[1]
- Submit (1995)
- There's Something Rotten... In the State of Denmark (1997)
- Retro (2000)
- Kokaiinum (2001)
- 1-800 Vindication (2004)
- Burn Me Wicked (2006)
- The Prestige (2008)
- To Those Who Walk Behind Us (2009)
- There is Light (But It's Not for Me) (2011)
- Sense the Darkness (2012)[2]
- With The Lost Souls On Our Side (2014)
- Grey Sky over Black Town (2016)
- Reveal Your Soul for the Dead (2019)

EP
- Return from Tomorrow (1994)

Kompilační alba
- Helvede (1995)
- Kokaiinum / Retro (2002)
- The Best of Illdisposed 2004–2011 (2012)[3]
- The Best of Illdisposed 2004–2012 (2013)

Promo nahrávky
- Checkpoint #3 (2001) – promo CD firmy Diehard Music s celkem 5 skladbami od kapel Illdisposed, Aurora Borealis, Daemon, Necrosphere a 2 Ton Predator
- Promo 2003 (2003) – 4skladbové promo CD
- Our Heroin Recess (2006) – 2skladbové promo CD firmy Roadrunner Records k albu Burn Me Wicked

## Videografie
DVD
- We Suck, Live Aarhus 2004 (2005)